# Marek Brodský
Marek Brodský (* 19. května 1959 Praha) je český hudebník, textař, výtvarník, publicista a herec, syn herce Vlastimila Brodského, též nevlastní bratr herečky Terezy Brodské.
Absolvoval SUPŠ. Od roku 1982 byl výtvarníkem a animátorem animovaných filmů. Od té doby se zabýval i samostatnou výtvarnou tvorbou. V roce 1983 spoluzaložil hudební skupinu Nahoru po schodišti dolů band, jejímž vedoucím, bubeníkem a hlavním textařem byl až do svého odchodu v roce 2005. S opuštěním skupiny si po vzájemné dohodě s ostatními členy odnesl i název Nahoru po schodišti dolů band a skupina nadále vystupuje v mírně změněné sestavě pod názvem Schodiště.
K herectví se dostal víceméně náhodně. Debutoval ve filmu Dneska přišel nový kluk, společně s otcem si pak zahrál v cimrmanovské komedii Rozpuštěný a vypuštěný. Mezi další významné snímky patřil válečný film Mladí muži poznávají svět nebo televizní seriál Křeček v noční košili.

## Filmografie
- 2019 Svět pod hlavou (TV seriál 3.díl) – role: bubeník Sváťa Kulič
- 2012 Bastardi 3 – role: soudní přísedící
- 2006 Letiště – role: Standa
- 1998 Kázání rybám (TV film) – role: Gustav Mahler
- 1996 Mňága – Happy end – role: Martin Knor
- 1995 Mladí muži poznávají svět – role: novinář Marek
- 1987 Křeček v noční košili (TV seriál) – role: Radim Berka ml.
- 1987 Přátelé Bermudského trojúhelníku (TV seriál, 2. díl - Linka do Prahy) – role: student
- 1986 Galoše šťastia – role: student
- 1986 Zlá krev (TV seriál) – role: Metoděj Nedobyl
- 1985 Mravenci nesou smrt – role: narkoman Zdeněk
- 1984 Rozpuštěný a vypuštěný – role: praktikant Jindřich Hlaváček
- 1983 Radostné události (TV inscenace) – role: Sláveček Touc
- 1982 Chladna zrána (TV inscenace) – role: Sláveček Touc
- 1982 Malinový koktejl – role: Tomáš
- 1982 Pavilón šeliem – role: Milan Ruban
- 1981 Dneska přišel nový kluk – role: Luboš Pecháček

## Diskografie
Nahoru po schodišti dolů Band
- 2005 Mokrý prádlo (Indies Records, MAM262-2)
- 2003 Live Palác Akropolis 19. 2. 2003 (vydáno vlastním nákladem)
- 2002 Album první... a něco navíc (Black Point music, BP 0139-2) (znovu natočené první album + bonus v podobě rarit z let 1985-1987)
- 2001 Svinska pržola (Black Point music, BP 0122-2)
- 1997 Ukazovák nasliněnej (Indies Records, MAM071-2)
- 1993 Nahoru po schodišti dolů Band 83-93 (Mirdovo hudební studio, MS 10 2 311)

## Animace
- 1995 O človíčkovi
- 1995 Terezka v nesnázích aneb Hopkin zasahuje
- 1995 Od Andulky po Žížalu

## Knihy
- Marek Brodský, Ondřej Bezr: Celý to mám v mlze, vydalo nakladatelství Maťa v roce 2003, ISBN 80-7287-026-2 (rozhovor Ondřeje Bezra s Markem Brodským, výpis diskografie Nahoru po schodišti dolů Bandu, výběr písňových textů)
- Marek Brodský: Zdrhám, zdrhám, vydalo nakladatelství Galén v roce 2009, ISBN 978-80-7262-616-8, (písňové texty)

## Rodinný život
Marek Brodský pochází z umělecké rodiny. Jeho matkou byla česká tanečnice Bíba Křepelková a otcem herec Vlastimil Brodský, který se po rozvodu s jeho matkou znovu oženil s herečkou Janou Brejchovou a z tohoto druhého manželství vzešla Markova sestra Tereza Brodská.
Marek Brodský byl třikrát ženatý. Má jednu dceru Barboru Brodskou, která má už syna Alberta (* 2012).
Podobně jako jeho otec se po celý život potýká s plachostí a depresemi.